# Solange Knowles
Solange Piaget Knowles (Houston, 24 de junho de 1986) é uma cantora, compositora, DJ, dançarina, atriz, e modelo norte-americana. É irmã da também cantora Beyoncé.

## Biografia
Nascida no Texas, Solange é filha de Matthew e Tina Knowles, e irmã de Beyoncé. Seu pai é afro-americano e sua mãe crioula (descendente de africanos, franceses, irlandeses e nativos americanos). Seus avós maternos são Lumis Beyoncé e Agnéz Deréon (uma costureira). Ela também é uma  descendente de acadianos.
Solange desde pequena expressou interesse na música e teve algumas participações temporárias com o grupo Destiny's Child, antes de ingressar em carreira solo pela gravadora de seu pai, a Music World Entertainment. Aos dezesseis anos, Solange lançou seu primeiro álbum de estúdio Solo Star (2002), que teve moderado sucesso comercial e de crítica.
Quando criança, Knowles estudou dança e teatro. Aos cinco anos de idade, fez seu primeiro show em um parque de diversões. Ela começou a escrever músicas com 9 anos. Com 13 anos, ela decidiu que já queria gravar suas músicas, porém seus pais inicialmente pediram que ela esperasse. Aos quinze, Knowles substituiu uma dançarina e fez uma performance com o grupo de sua irmã Destiny's Child em turnê. Durante os atos de abertura dos shows da turnê de Christina Aguilera, Solange substituiu temporariamente Kelly Rowland, depois que Rowland quebrou seu dedão enquanto trocava de roupa no camarim. Quando Knowles tinha 16, seu pai, que também era seu empresário, firmou-a à sua própria gravadora, Music World Entertainment.
Em 2004, Solange casou-se com Daniel Smith, com quem teve um filho, Daniel Julez J. Smith Jr., o que causou a mudança da família para Idaho. Entre 2005 e 2007, Solange teve vários papeis em filmes, incluindo As Apimentadas - Tudo ou Nada (2006) e continuou a escrever músicas para sua irmã Beyoncé e os outros ex-membros do Destiny's Child, Kelly Rowland e Michelle Williams. Em 2007, Knowles divorciou-se de Smith e mudou-se para Los Angeles, Califórnia, onde começou a escrever e gravar música novamente. Seu segundo álbum de estúdio Sol-Angel and the Hadley St. Dreams (2008) desviou-se da música orientada pelo pop de seu primeiro álbum e foi para o estilo da Motown Records das décadas de 1960 e 1970. O álbum conseguiu ficar em 9º na Billboard 200 e recebeu críticas positivas. O disco foi seguido pelo EP "True" (2012), que é influenciado pelo pop e R&B da década de 1980. Solange pretende lançar seu terceiro álbum de estúdio em 2014 pela sua própria gravadora, Saint Records.

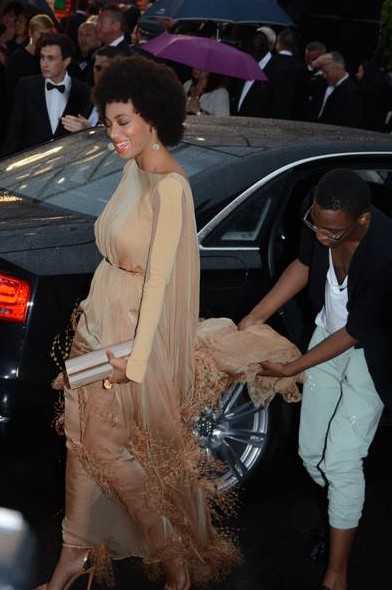
Solange Knowles no Festival de Cinema de Cannes em 2013

Solange é muito influenciada pelos grupos femininos da Motown e disse que sua primeira paixão é escrever músicas. Ela também é reconhecida como um ícone fashion e conhecida por uma pesada imagem cultural que mistura estampas mistas e estilo retrô. Ela frequentemente recebe comparações da mídia com sua irmã Beyoncé, porém insiste que elas tem diferentes aspirações e são musicalmente diferentes. Seus outros empreendimentos incluem um contrato de patrocínio com a Rimmel London e uma linha de mercadorias relacionada com o estilo hip-hop para crianças, que foi inspirada em seu filho.

## Discografia
- Solo Star (2002)
- Sol-Angel and the Hadley St. Dreams (2008)
- A Seat at the Table (2016)
  - When I Get Home (2019)

Extended Plays
- True (2012)

## Turnês
Atração principal
- 2003: Solo Star Tour
- 2008: The Art of Love Tour
- 2008: Solange Presents Sol-Angel and the Hadley St. Dreams Tour
- 2012: True Promo Tour

Suporte
- 2004: Simply Deeper Tour

## Filmografia
| Ano  | Título                                | Papel         | Notas                                |
| ---- | ------------------------------------- | ------------- | ------------------------------------ |
| 2001 | Intimate Portrait                     | Ela mesma     | 1 episódio                           |
| 2002 | A Família Radical                     | Chanel        | 1 episódio                           |
| 2002 | Taina                                 | Rachel        | 1 episódio                           |
| 2002 | Taff                                  | Ela mesma     | 2 episódios                          |
| 2003 | Soul Train                            | Ela mesma     | 1 episódio                           |
| 2003 | The 30th Annual American Music Awards | Ela mesma     |                                      |
| 2003 | The Today Show                        | Ela mesma     | 1 episódio                           |
| 2003 | The Brothers García                   | Ela mesma     | 1 episódio                           |
| 2004 | One on One                            | Charlotte     | 1 episódio                           |
| 2004 | Johnson Family Vacation               | Nikki Johnson |                                      |
| 2005 | Listen Up!                            | Erika         | 1 episódio                           |
| 2006 | As Apimentadas - Tudo Ou Nada         | Camille       | creditada como Solange Knowles-Smith |
| 2008 | Entre Vidas                           | Cantora       | 1 episódio                           |
| 2008 | Lincoln Heights                       | Ela mesma     | 1 episódio                           |
| 2010 | Yo Gabba Gabba!                       | Ela mesma     | 1 episódio                           |

## Prêmios e nomeações
| Ano  | Beneficiário    | Prêmio                                         | Resultado |
| ---- | --------------- | ---------------------------------------------- | --------- |
| 2009 | Solange Knowles | BET Centric Award por BET Awards               | Indicado  |
| 2009 | Solange Knowles | Best New Artist por Soul Train Music Awards    | Indicado  |
| 2012 | Solange Knowles | Celebrity DJ Of The Year por Golden Spin Award | Indicado  |
| 2017 | Solange Knowles | Best R&B Performance por Grammy Awards         | Venceu    |